# Saurornitholestinae
Saurornitholestinae é uma subfamília de dinossauros dromaeossaurídeos. Os Saurornitholestinae atualmente incluem três espécies: Atrociraptor marshalli, Bambiraptor feinbergorum e Saurornitholestes langstoni. Todos são dromaeossaurídeos de médio porte do Cretáceo Superior do oeste da América do Norte. O grupo foi originalmente reconhecido por Longrich e Currie, como o táxon irmão de um clado formado pelo Dromaeosaurinae e Velociraptorinae. No entanto, nem todas as análises filogenéticas recuperaram este grupo.

## Gêneros
|  | Atrociraptor      |
|  |                   |
|  | Bambiraptor       |
|  |                   |
|  | Saurornitholestes |
|  |                   |